# Rádio Sim (Renascença)
A Rádio Sim foi uma emissora de radiodifusão portuguesa do Grupo Renascença Multimédia. Entrou "no ar" no dia 4 de agosto de 2008, às 00:00h, nas antes frequências em OM (de AM) da Rádio Renascença (RR) e em FM, a partir de todos os emissores regionais da RR.
A Rádio Sim emitia canções das décadas de 1950, 1960, 1970 e 1980. Além disso, transmitia também as orações católicas do Angelus (ou Toque das Ave-Marias) e do Santo Rosário (sendo este último transmitido diariamente em direto da Capelinha das Aparições, a partir do Santuário de Fátima), sendo que, aos domingos, era transmitida a celebração da Eucaristia a partir de uma igreja portuguesa.
A 3 de janeiro de 2020, o Grupo Renascença Multimédia anunciou que a Rádio Sim iria ser descontinuada "em breve", por motivos de sustentabilidade económica. O grupo revelou ainda que estavam "a ser pensadas soluções para continuar a acompanhar o respetivo público-alvo".
Entretanto, as poucas emissões na Onda Média que ainda existiam da Rádio Sim foram apagadas na segunda quinzena de julho de 2020, tendo, temporariamente, emitido a Rádio Renascença antes do fecho definitivo. As emissões em FM da Rádio Sim transitaram progressivamente de novo para a Rádio Renascença ou a MegaHits. Como previsto, a Rádio Sim acabou por ser encerrada a 3 de Janeiro de 2020.
Em 2021, após um processo de aquisição da extinta Rádio Sim ao Grupo Rádio Renascença, iniciaram-se, com cariz religioso católico, as emissões da Rádio Maria em Portugal.
Emitia em frequência de rádio FM:
- Palmela (Setúbal e Lisboa) 102.2 MHz (atualmente da Rádio Maria)
- Portel (Évora) 97.5 MHz (atualmente da Rádio Maria)
- Maia (Porto) 100.8 MHz (atualmente da Rádio Maria)
- Rio Maior (Santarém) 92.6 MHz e 99.5 MHz (atualmente da Mega Hits)